# Fertans
Fertans ist eine französische Gemeinde mit 314 Einwohnern (Stand: 1. Januar 2022) im Département Doubs in der Region Bourgogne-Franche-Comté.

## Geographie
Fertans liegt auf 539 m über dem Meeresspiegel, etwa neun Kilometer südwestlich von Ornans und 20 Kilometer südlich der Stadt Besançon (Luftlinie). Das Dorf erstreckt sich im Jura, in einer Mulde auf dem Plateau von Amancey, das sich zwischen den Tälern von Loue und Lison ausdehnt, im Quellgebiet des Baches Mée.
Die Fläche des 8,19 km² großen Gemeindegebiets umfasst einen Abschnitt des französischen Juras. Der Hauptteil des Gebietes wird vom Plateau von Amancey eingenommen, das durchschnittlich auf 550 m liegt und teils von Wiesland, teils auch von Wald bestanden ist. Gegen Süden steigt das Plateau leicht an, so dass nördlich von Amancey mit 583 m die höchste Erhebung von Fertans erreicht wird. Die Hochfläche läuft nach Norden in zahlreichen Teilplateaus aus, die durch tief eingeschnittene Erosionstäler voneinander getrennt sind. Bei Fertans entspringt die Mée, die sich rasch eintieft und später in den Ruisseau de Noirvaux fließt. Die östliche Grenze verläuft entlang dem Ruisseau de Noirvaux (Zufluss der Loue), dessen Tal fast 200 m tief in das Plateau eingeschnitten ist, und die westliche Abgrenzung liegt oberhalb des Steilabfalls zum Tal des Ruisseau de Malans. Alle Steilhänge dieser Erosionstäler werden an der Oberkante von markanten Kalkfelswänden gekrönt.
Nachbargemeinden von Fertans sind Amondans und Cléron im Norden, Flagey im Osten, Amancey im Süden sowie Malans im Westen.

## Geschichte

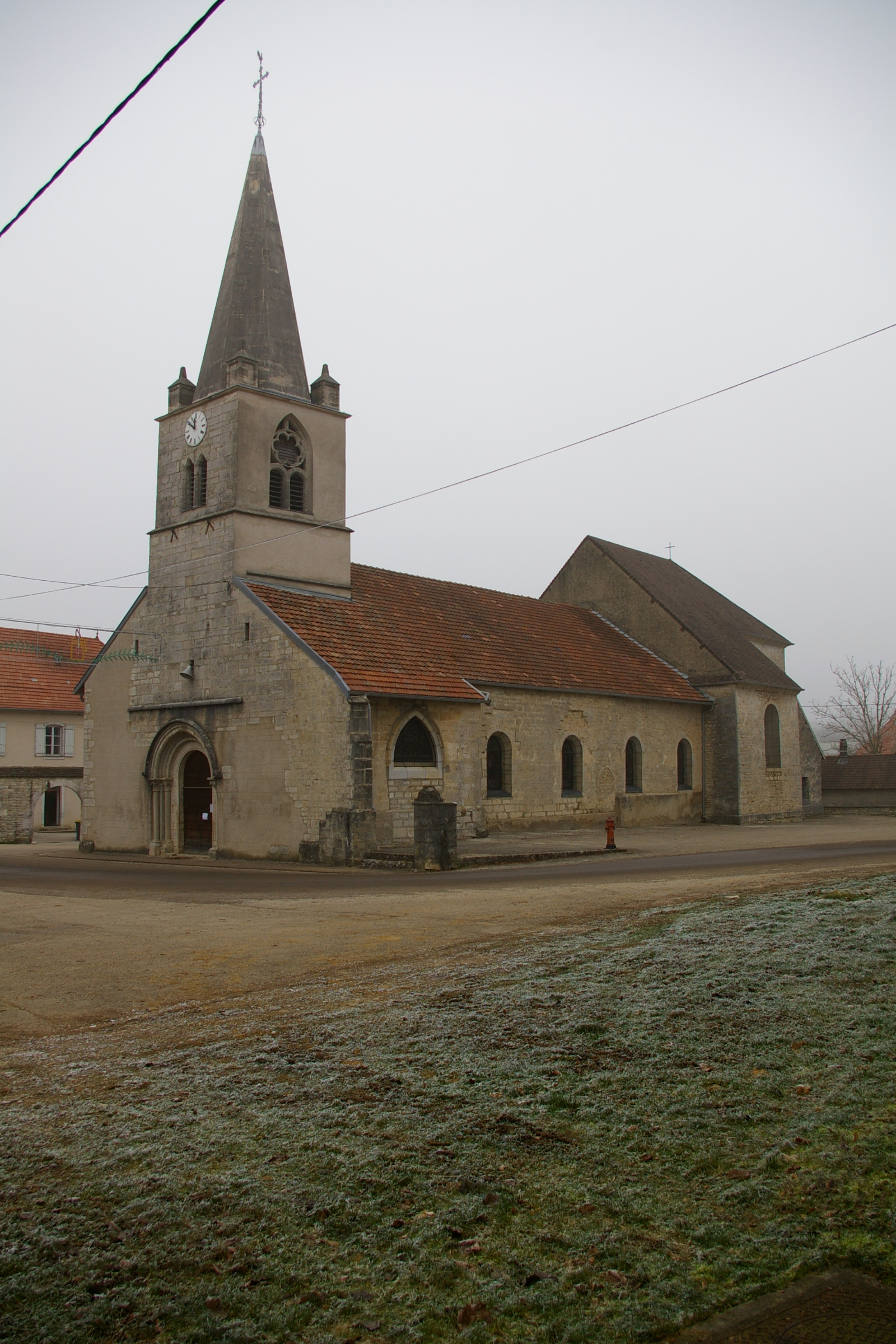
Kirche Saint-Léger

Verschiedene Funde weisen darauf hin, dass das Gemeindegebiet von Fertans bereits in der Eisenzeit besiedelt war. Erstmals urkundlich erwähnt wird Fertans im 12. Jahrhundert. Es bildete seit dieser Zeit eine Pfarrei. Im Mittelalter war Fertans Mittelpunkt einer kleinen Herrschaft, die der Oberhoheit der Herren von Scey unterstand. Zusammen mit der Franche-Comté gelangte das Dorf mit dem Frieden von Nimwegen 1678 an Frankreich. Erst im Jahr 1790 verlor Fertans seine Vorrangstellung auf dem Plateau von Amancey an Amancey. 1972 wurde Fertans mit Amondans, Cléron und Malans zur Großgemeinde Amancey fusioniert, erhielt jedoch bereits 1980 seine Selbständigkeit wieder zurück. Seit 1993 ist Fertans Mitglied des 19 Ortschaften umfassenden Gemeindeverbandes Communauté de communes Amancey-Loue-Lison.

## Sehenswürdigkeiten
Die Pfarrkirche Saint-Léger in Fertans geht ursprünglich auf das 12. Jahrhundert zurück, wurde jedoch im Lauf der Jahrhunderte mehrfach restauriert und umgestaltet. So stammen der Turm aus dem 14. Jahrhundert und der Chor aus dem 18. Jahrhundert. Die Kirche besitzt eine reiche Ausstattung, darunter Statuengruppen aus dem 16. Jahrhundert, Grabplatten und eine Kanzel aus dem 18. Jahrhundert. 
Das Schloss wurde im 13. Jahrhundert erbaut, 1638 teilweise zerstört und danach in der heutigen Gestalt mit zwei Türmen wiederaufgebaut. 
Im alten Ortskern sind zahlreiche Bauernhäuser im charakteristischen Stil des Haut-Doubs aus dem 17. bis 19. Jahrhundert erhalten.

## Bevölkerung
| Jahr                       | 1962 | 1968 | 1975 | 1982 | 1990 | 1999 | 2010 | 2016 |
| Einwohner                  | 186  | 154  | 152  | 169  | 155  | 217  | 255  | 259  |
| Quellen: Cassini und INSEE |      |      |      |      |      |      |      |      |

Mit 314 Einwohnern (1. Januar 2022) gehört Fertans zu den kleinen Gemeinden des Départements Doubs. Nachdem die Einwohnerzahl in der ersten Hälfte des 20. Jahrhunderts deutlich abgenommen hatte (1891 wurden noch 305 Personen gezählt), wurde seit Beginn der 1990er Jahre wieder ein kontinuierliches Bevölkerungswachstum verzeichnet.

## Wirtschaft und Infrastruktur
Fertans war bis weit ins 20. Jahrhundert hinein ein vorwiegend durch die Landwirtschaft (Ackerbau, Obstbau und Viehzucht) und die Forstwirtschaft geprägtes Dorf. Daneben gibt es heute einige Betriebe des Klein- und Mittelgewerbes, darunter eine Sägerei und ein weiterer Betrieb der Holzverarbeitung. Mittlerweile hat sich das Dorf auch zu einer Wohngemeinde gewandelt. Viele Erwerbstätige sind Wegpendler, die in den größeren Ortschaften der Umgebung ihrer Arbeit nachgehen.
Die Ortschaft liegt abseits der größeren Durchgangsstraßen an der Departementsstraße D473, die von Besançon nach Levier führt. Eine weitere Straßenverbindung besteht mit Amondans.